# Abel Bonnard
Pour les articles homonymes, voir Bonnard.
Abel Bonnard  (prononcé [bɔnar]), (Poitiers, 19 décembre 1883 – Madrid, 31 mai 1968, est un écrivain, homme politique d'extrême droite, poète français, resté dans l'histoire comme chantre de la collaboration avec l'Allemagne nazie. 
Entré en littérature avec deux recueils de poèmes, Les Familiers et Les Royautés, il devient une figure des milieux mondains grâce à sa réputation d'homme d'esprit. Grand voyageur, auteur d'une vingtaine d'ouvrages, il connaît le succès grâce à En Chine — qui lui vaut le grand prix de littérature — et aux Modérés. Participant aussi à de nombreux journaux, il est élu à l'Académie française en 1932.
Maurrassien, il évolue vers le fascisme dans les années 1930 et se rapproche du Parti populaire français de Jacques Doriot. Partisan d'un rapprochement franco-allemand, il devient, durant la Seconde Guerre mondiale, une figure de la collaboration avec l'occupant nazi. Nommé ministre de l'Éducation nationale en 1942, il fait partie des « ultras » et des derniers partisans du régime de Vichy qui se réfugient à Sigmaringen en 1944.
À la Libération, condamné à la peine de mort par contumace, il est exclu de l'Académie française et s'exile en Espagne franquiste. Rejugé en 1960, il voit sa peine commuée mais choisit de se fixer à Madrid, où il meurt en 1968 dans l’anonymat.
Écrivain prolifique, il cesse de publier ses écrits  après son exil en 1944. Son essai majeur publié en 1936, Les Modérés, est salué par des intellectuels comme François Mauriac ou Henri Bergson.

## Biographie

### Naissance, famille et enfance
Fils d'Ernest Bonnard, directeur des prisons de la Vienne, et de son épouse Pauline Benielli, il est corse par sa mère. Sa tante maternelle, Barberine, est l'épouse du poète Pierre Bonardi.
Il naît le 19 décembre 1883, à trois heures du matin, au 16, rue des Grandes-Écoles à Poitiers, après un accouchement difficile. Il reçoit les prénoms d'Abel, Jean, Désiré, mais d'après Olivier Mathieu, n'est pas baptisé.
Lorsqu'il a un an et demi, une petite sœur prénommée Fanny naît, mais elle meurt dix mois après, ce qui provoque le départ des Bonnard de Poitiers ; en février 1887, après une mutation du père, la famille déménage à Embrun. Elle s'installe villa Roman, rue des Deux-Casernes.
Le 5 août de la même année, un frère vient au monde, prénommé Eugène.
Il garde le souvenir de la maison familiale comme d'une « forteresse » ou d'une « arche », « pleine d'une vie plantureuse ». Proche et complice de sa mère, il mène une enfance « rêveuse, imaginative, traversée par les émotions discrètes et profondes de la province et de la nature ». Son père, a contrario, est un « garde-chiourme » qui exerce sur lui une « sévérité inutile ». Il s'ennuie lorsqu'il doit l'accompagner à la maison d'arrêt. Il rapportera dans son autobiographie L'Enfance les disputes fréquentes de ses parents.
Il est instruit par sa mère, qui lui fait découvrir des classiques comme Homère, Sophocle, Virgile, La Fontaine, Perrault et les frères Grimm, et lui raconte des légendes, et par des professeurs particuliers. Il sait lire et écrire couramment à quatre ans, commence à apprendre grec et latin à six ; il compose ses premiers vers à huit, et très jeune commence un journal intime. Il fait de fréquents séjours chez ses tantes à Ajaccio.
Il n'a guère d'amis de son âge ; devant les timbres exotiques, qu'il collectionne, il développe une vaste imagination. Il se passionne surtout pour les bêtes, en particulier les oiseaux.
En août 1893, les Bonnard quittent Embrun : alors que le père est nommé au centre de détention d’Eysses, à Villeneuve-sur-Lot, il s'installe avec son frère et sa mère à Marseille.

### Formation
Le 1er octobre 1893, renonçant à l'instruction à domicile, Abel Bonnard intègre le collège du lycée de Marseille, comme boursier d'État. Il s'y sent « étranger », et, guère préparé à la vie sociale, est mis à l'écart par les autres enfants ; il souffre aussi de l'éloignement d'avec sa mère.
Élève irrégulier et désinvolte, il obtient néanmoins des prix d'excellence en compositions française, latine et grecque et en histoire — mais est un cancre en mathématiques — et n'en est pas moins remarqué par ses professeurs. Il lit les provençaux Théodore Aubanel et Roumanille, mais aussi Goethe ou Maurras, et passe la plupart de son temps dans la bibliothèque du lycée et près du Vieux-Port. C'est à Marseille qu'il commence à écrire Les Familiers.
Il passe ses étés en Corse, où il parcourt l'île,,,. Là, il conçoit l'idée d'écrire un Napoléon — projet qu'il poursuivra toute sa vie.
Le 24 juillet 1900, il est reçu bachelier. Lauréat du troisième accessit au concours général en histoire la même année, il quitte Marseille pour Paris et s'installe au 17, rue Greuze avec Pauline et Eugène.
Il entre au lycée Henri-IV, puis en khâgne à Louis-le-Grand. Se faisant remarquer pour son élégance soignée et son caractère distant, il fréquente notamment la famille de son compatriote corse Charles Casanova, où il se lie avec plusieurs personnalités comme Jérôme Carcopino. Il se distingue à nouveau en cours de français mais, se montrant un préparationnaire peu appliqué, il préfère fréquenter les courses hippiques avec son camarade Jean Cazes. Suivant le même Cazes, il apparaît déjà comme un partisan de Paul Déroulède, « fortement teinté de nationalisme » ; quand, pour Benjamin Azoulay, il subit également l'influence des Déracinés de Maurice Barrès, qui lui aurait inspiré son mépris des « boursiers » et son peu de cas des exigences du concours d'entrée à l'École normale supérieure.
De fait, présentant ce concours en 1902, il échoue avec la moyenne de 23,75 sur 60 et est classé 25e sur 214 candidats. Surtout, il néglige de le présenter à nouveau l'année suivante. Inscrit en Sorbonne, il obtient une licence en lettres — mention passable — en 1905.
Ses rapports avec son frère Eugène — qu'il appelait déjà « le raté » — se dégradent, alors que lui réussit ses études avec brio. Abel, déçu par l'esprit « sorbonnard », auquel il reproche de « méconna[ître] la beauté », préfère se consacrer à son œuvre en germe. Ne côtoyant pas les autres étudiants, il préfère s'isoler dans sa chambre et entretenir des relations épistolaires, notamment avec Paul Géraldy,. Même s'il connaît beaucoup de monde, il ne fréquente guère qu'Émile Despax et Léo Larguier.
Il se rend pour la première fois en Italie en 1903, et s'inscrit à son retour comme élève de l’École du Louvre,, où il reste deux ans. Dans le même temps, il s'essaie au dessin en reproduisant des silhouettes croisées dans les rues de Paris.

### Poète, essayiste et journaliste

#### Débuts à la Belle Époque
Un premier poème, « Les vergers », paraît en 1904 dans La Revue latine dirigée par Émile Faguet.
En 1906, grâce à l'appui d'Ernest Dupuy et de François Coppée, il publie son premier recueil de vers, Les Familiers, composé au domaine de Fontlaure à Éguilles chez Joachim Gasquet et dédié à sa mère. Il lui assure une certaine assise dans les milieux littéraires, et est couronné par la Bourse nationale de voyage littéraire ainsi que par le nouveau prix de poésie de l'Académie française.
D'aucuns suscitent une polémique en prétendant qu'Edmond Rostand se serait fortement inspiré de l'ouvrage de Bonnard pour écrire Chantecler.
Son style fait aussi débat : Jules Bois y voit alors un vériste et un naturaliste, tandis que Marcel Ballot le range parmi les symbolistes. Il fréquente effectivement Catulle Mendès, Sully Prudhomme et Jean Richepin, tous trois affiliés à ce courant. Mais Bonnard est principalement soutenu par Coppée, chef de file du Parnasse — Azoulay allant jusqu'à estimer qu'il en fait alors son « héritier ». C'est lui qui devient son maître jusqu'à sa propre mort en 1908,.
Également à l'été 1906, il est invité à lire ses vers dans son premier salon, celui d'Herminie de Rohan. Il commence à la même époque à fréquenter le salon de Thérèse Murat — qui sera, quinze ans plus tard, sa maîtresse — et de sa sœur Charlotte de Ludre-Frolois, où il rencontre le Tout-Paris. Il participe aussi aux « lundis hebdomadaires de la rue des Vignes » chez René Boylesve.
Dupuy lui ayant présenté Henri de Régnier, il le retrouve à l'automne 1906 à Venise, visitant la place Saint-Marc avec la princesse Bibesco. Il gagne ensuite Rome, où il retrouve Carcopino qui l'introduit au palais Farnèse. Il est aussi accueilli par Giuseppe Primoli, lettré, photographe et amateur d'art, dans son palais, et logé dans sa villa d'Ariccia. Dans cet « ermitage princier », il travaille à un recueil de Sérénades, abandonné par la suite. Ernest Dupuy l'introduit dans les milieux mondains de Rome, tandis qu'il fréquente théâtre, opéra et dîners. Avec Primoli, il court Côme ou la Sicile. Dans son journal, Bonnard moque Benielli — malgré l'affection qu'il lui porte. Si certains auteurs, comme Olivier Mathieu, en ont fait le père biologique de Bonnard, cette hypothèse apparaît infondée aux yeux de Benjamin Azoulay.

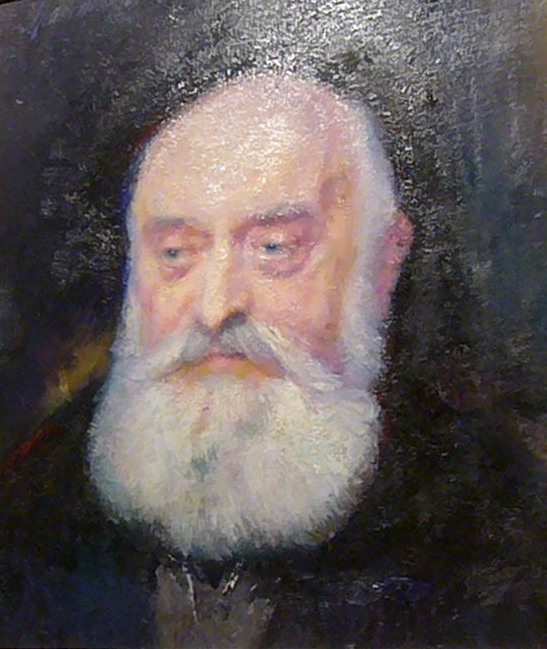
Giuseppe Primoli peint par Armando Spadini, 1917.

Il continue par ailleurs de séjourner en Provence, où il fréquente le groupe de la revue Le Feu : Joseph d'Arbaud, son vieil ami Joachim Gasquet, Xavier de Magallon et Émile Sicard.
Après son retour à Paris en mars 1907, il se réinstalle avec sa mère et son frère. Il passe l'été au Maroc, puis l'automne en Normandie, où il rédige une série de poèmes destinés à la publication dans la Revue de Paris.
Le 5 mai 1908, il fait partie du comité d'initiative du « groupe des 45 », dont font partie avec lui Henri Barbusse, Tristan Bernard, Francis de Croisset, Reynaldo Hahn, Gabriel de La Rochefoucauld ou Paul Reboux. Le second dîner, où il retrouve Pierre Mortier, a lieu le 5 juin 1909.
Entretemps, en 1908, il écrit et publie coup sur coup deux autres volumes de poésie, Les Royautés et Les Histoires — lesquelles se composent de deux contes en vers, La Sous-Préfète et Le Prince persan. Charles-Ferdinand Ramuz voit dans Les Histoires un roman en vers, marquant un tournant dans son œuvre. En outre, Abel Bonnard, au long de sa carrière, usera aussi du vers libre, comme dans son Poème du débauché paru dans la presse en 1938.
Les deux volumes sont présentés au prix Archon-Despérouses, dans le jury duquel siègent Paul Bourget et Maurice Barrès — avec lequel il entretient une antipathie tenace : Les Royautés obtiennent en revanche le prix.
Échaudé cependant par la mauvaise réception critique des Histoires, il se voit offrir une chronique régulière dans le Figaro. Selon Azoulay, ce passage à la presse semble se révéler « salutaire » pour Bonnard, le muant pour de bon en « personnage public ». Le 15 juillet 1908, son premier article est consacré à « L'Enfance ». En parallèle, il donne des chroniques aux Annales politiques et littéraires, ainsi que des conférences.
En septembre, il retourne en Italie ; il retrouve Carcopino, avec lequel il mène une vie « de fête et de plaisirs ». Il passe par Rome, Venise et d'autres villes. Il en tire une évocation de la Sérénissime pour Le Figaro, et y compose pour Sarah Bernhardt une pièce aujourd'hui perdue. Il inaugure aussi une tradition personnelle de voyage annuel en Italie.
C'est à l'automne 1909 que se forme ce que Paul Morand et Régnier ont appelé la « petite bande » ou « club des Longues moustaches »,. Le groupe se compose principalement de camarades de l'École du Louvre, dont Charles Du Bos, Auguste Gilbert de Voisins, Émile Henriot, Edmond Jaloux, Eugène Marsan, Francis de Miomandre et son proche ami Jean-Louis Vaudoyer.
Le groupe se réunit au Caffè Florian à Venise. Il loge chez les sorelle Zuliani, à côté du palais Venier. Dans la ville, Bonnard prend des cours de chinois avec un certain Tchou Kia Kien. Il y rencontre aussi Gabriele d'Annunzio, mais leurs relations ne sont que froidement courtoises.

Quelques « longues moustaches »
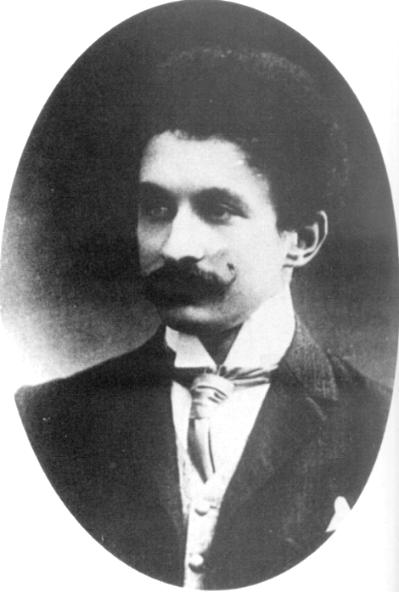
Abel Bonnard, jeune écrivain aux longues moustaches, en 1912.
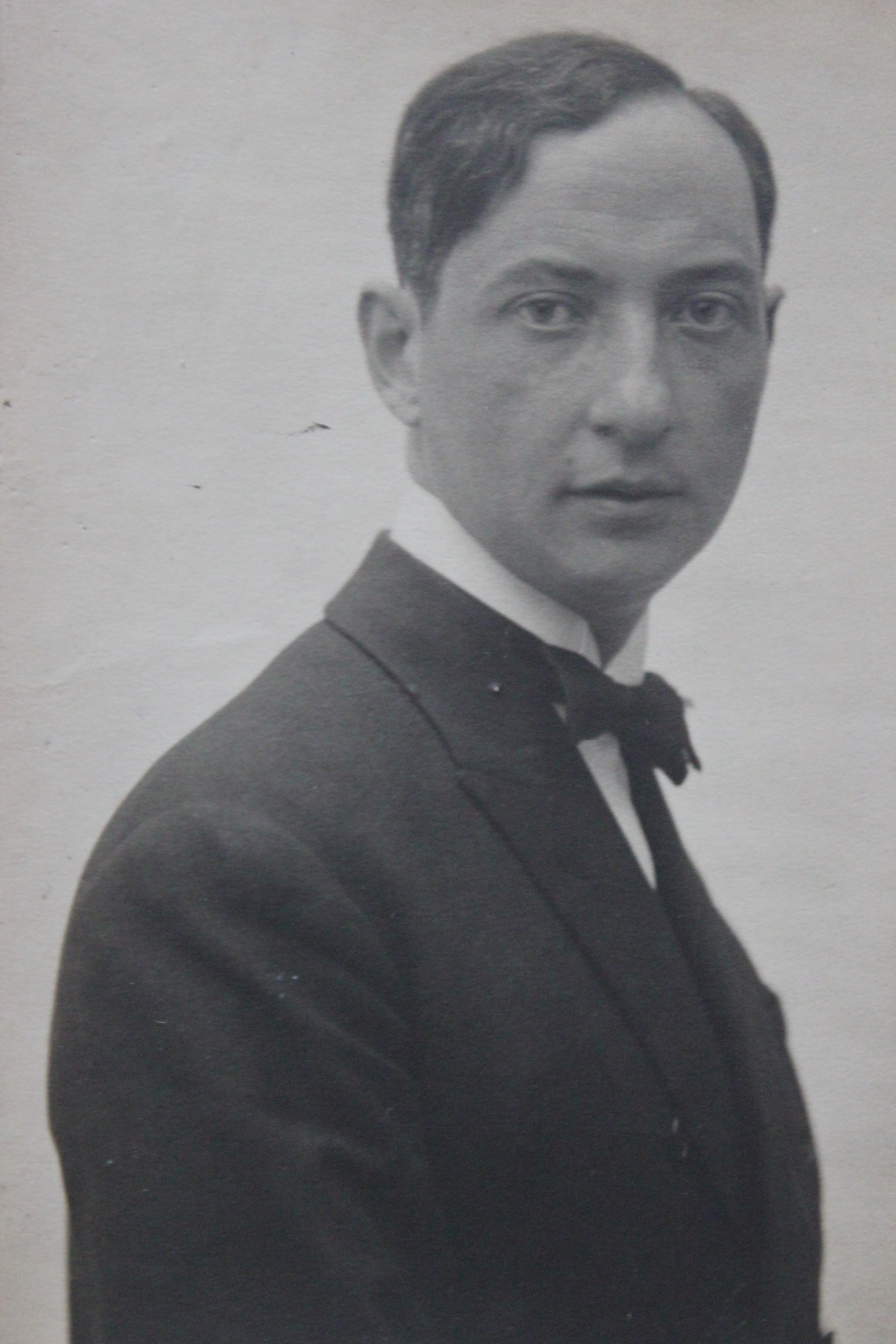
Eugène Marsan.
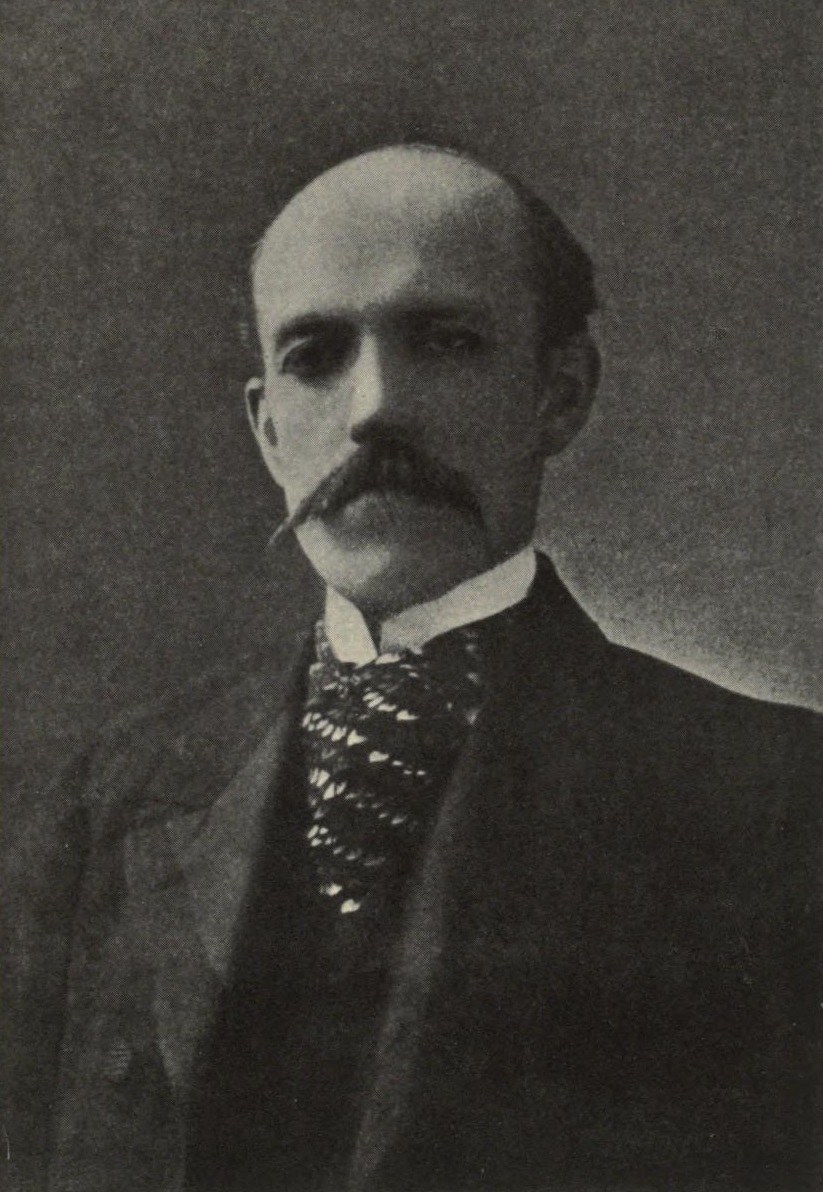
Henri de Régnier.
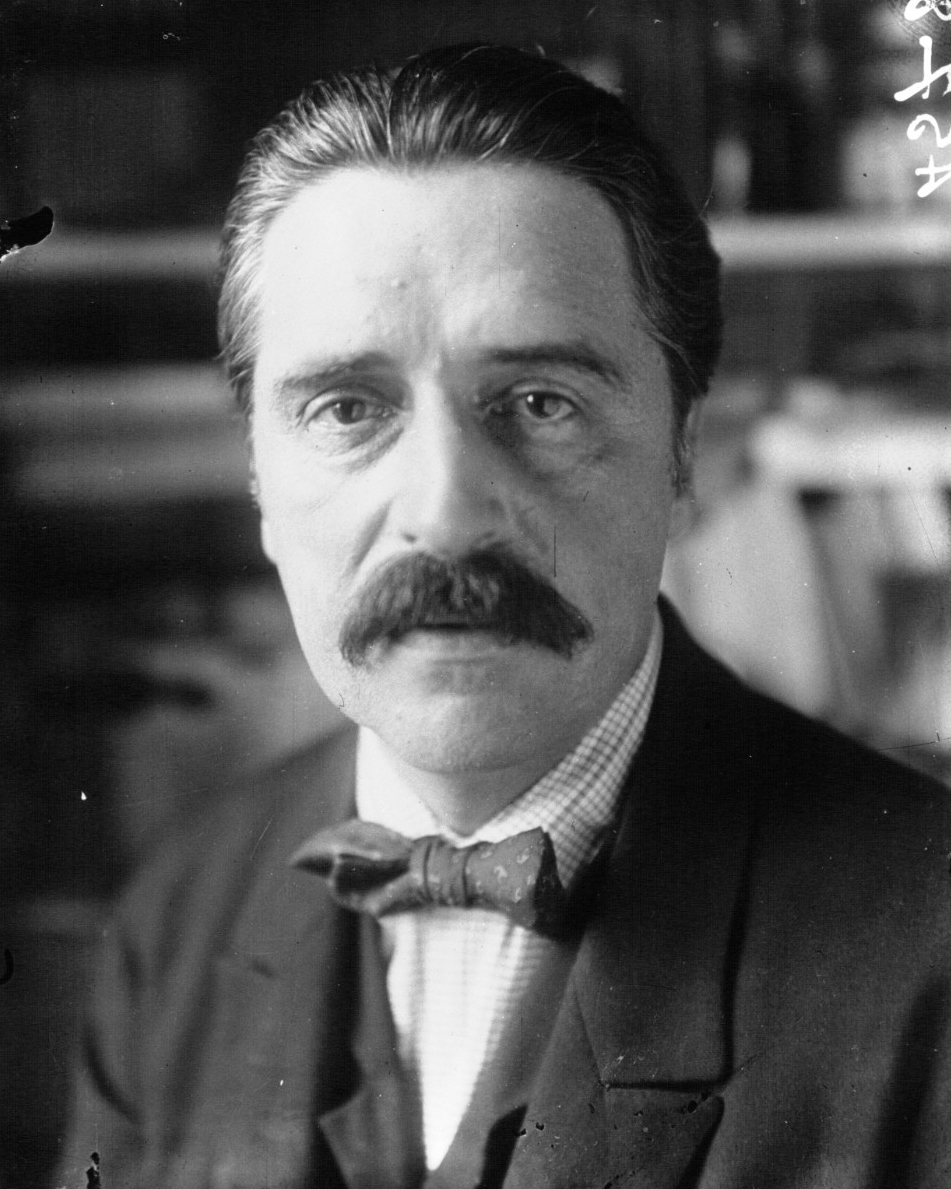
Jean-Louis Vaudoyer.

Au tournant des années 1910, il commence à visiter l'Europe, avec pour commencer Munich et le Rhin à Schlangenbad en 1910, puis Thoune en 1911, Bienne en 1912, Interlaken en 1913, enfin l'Autriche et la Hongrie. Il vit quelque temps à Muhlbach, en Alsace. Il écrit dans Les Guêpes, journal maurrassien.
Puis, pendant quelques années, il cesse de publier. Mais il amasse des centaines de cahiers d'ébauche. Parmi ceux-ci, on dénombre des projets de romans d'aventures, de textes fantastiques ou de science-fiction, picaresques, policiers. Il multiplie aussi les ébauches d'autobiographies, de nouvelles et de portraits dans la veine des Caractères, et des notes sur tous les sujets. Mais surtout, il écrit des milliers de pages poétiques, parmi lesquelles un Chant d'enthousiasme, un Hymne à soi-même et une Ode aux grands hommes.
Il fait enfin paraître, en 1913, deux romans, Le Palais Palmacamini et La vie et l’amour, qualifiés de « préproustiens » par Mathieu, se déroulant en Italie et à Rome, et dont les héros sont fortement inspirés de sa personne. Selon Silvia Disegni, Le Palais est probablement inspiré de sa rencontre avec Primoli. Azoulay relève qu'il est manifestement passé inaperçu du public littéraire, même s'il lui vaut les félicitations appuyées de Marcel Proust. Quant à La Vie et l'Amour, il reçoit un accueil mitigé.
À cette époque, dans l'immédiat avant-guerre, il traîne, avec Paul Géraldy et Pierre Mortier, à Montmartre, et notamment au cercle des artistes russes, et se tient à l'écart des mouvements « avant-gardistes » de l'époque. À partir de 1910, il est d'ailleurs éclipsé comme coqueluche des salons par Jean Cocteau.
En mars 1914, il publie dans Le Figaro une « Ode au héros futur », qui en appelle à « un formidable mouvement épique qui élèverait l'Homme et toute la société au-dessus d'eux-mêmes ».
Le 11 juillet 1914, il témoigne au procès d'Henriette Caillaux, qui vient d'assassiner Gaston Calmette, directeur du journal et proche de Bonnard,[réf. incomplète].

#### Durant la Grande Guerre
Mobilisé en 1914, il tient à jour durant la Première Guerre mondiale un manuscrit, qu'il intitule Caractère de la guerre, et poursuit ses lectures.
Il demande à être versé dans l'infanterie mais se voit opposer un refus. Il est affecté comme soldat au service des automobiles à Paris, puis conduit une ambulance de première ligne en Champagne.
Il est muté en 1916 comme officier de marine et envoyé en Italie. Il est alors nommé auxiliaire cryptographe sur le Marceau.
En 1918, il rejoint les bâtiments de Dunkerque. Repoussant avec succès les assauts ennemis, il sera pour cela décoré de la croix de guerre 1914-1918, et recevra en outre la Légion d'honneur pour ses services d'état-major.
Démobilisé le 13 décembre 1918, il publie l'année suivante un long poème aux accents patriotiques voire « cocardiers », La France et ses morts.

#### Entre-deux-guerres
Il repart en voyage dès janvier 1919, en Allemagne puis en Italie. Ayant abandonné Le Figaro, il ne publie plus que de rares et courtes chroniques dans les Annales.
En 1920, il accompagne Paul Painlevé dans sa mission en Chine, étant lui-même envoyé par le ministère de l'Instruction publique. Il est aussi missionné par la Revue des Deux Mondes. Il voit Pékin, puis observe la modernisation et la disparition des coutumes ancestrales au sein des milieux de pouvoir. Il étudie la culture et la spiritualité, et traverse le pays alors en guerre. Il rentre à Marseille en janvier 1921, après neuf mois de voyage. Il fait d'abord paraître en quatre parties, entre octobre 1922 et janvier 1923, son récit intitulé « Dans la Chine d'aujourd'hui ». Puis à la fin de l'année, il en tire un livre paru chez Fayard, En Chine. L'ouvrage connaît un vaste succès et reçoit le grand prix de littérature de l'Académie française la même année. Il inaugure une série de plusieurs récits de voyage qui se révèlent « pittoresques » et « dépaysants », et, où faisant œuvre de moraliste, il se propose d'analyser l'« âme des peuples » visités, contribuant ainsi à renouveler ce genre littéraire.
Chroniqueur, il continue d'écrire pour plusieurs journaux : Le Journal, Comœdia, le Journal des débats, La Revue hebdomadaire ou encore Paris-Midi. En 1921, il intègre la rédaction du Gaulois, journal de droite nationaliste. En 1922, il fait œuvre de critique d'art dans La République française. Il conserve ainsi « une certaine actualité auprès de ses pairs ».
Azoulay note qu'il côtoie alors de plus en plus des publicistes conservateurs, comme Eugène Marsan ou Jérôme Tharaud, tout en maintenant sa position dans les milieux mondains, et en s'insérant dans des milieux plus officiels via notamment les grands dîners parisiens.

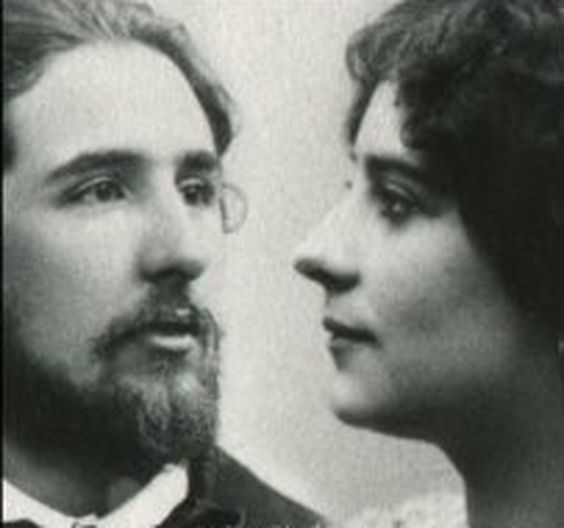
Joachim et Marie Gasquet.

En 1923, après s'être lié avec Pierre Lebaudy, il prend en charge une chronique dans le Journal des débats. À l'automne de la même année, il s'embarque avec lui pour une croisière sur la Méditerranée, qui fait escale successivement en Corse, dans les îles Baléares, le long de l'Andalousie, à Casablanca, Alger et Tunis. En 1924, c'est cette fois la Méditerranée orientale qu'ils explorent, puis l'Adriatique en 1925, avant d'effectuer en 1926 une croisière transatlantique qui les mène jusqu'au Brésil. Il en tire Au Maroc (1927), compilation d'articles pour la Revue de Paris qui fait peu de bruit, puis surtout Océan et Brésil, qui reçoit les éloges d'André Bellessort, Régnier, ou encore André Thérive. Divers autres articles seront repris dans Le Bouquet du monde en 1938.
En 1926, faisant exception à son silence en matière de jugement sur ses pairs écrivains, il s'oppose dans une dispute de presse au critique Paul Souday, un de ses plus tenaces adversaires, qui met en cause ses compétences. La même année, il donne La Vie amoureuse d'Henri Beyle (Stendhal), suivi deux ans plus tard du Supplément à De l'amour de Stendhal.
En 1928, il promet à Marie Gasquet, veuve de son ami Joachim, d'écrire Les Belles Fêtes, ce qu'il ne fera jamais. Il livre en revanche dans le même temps coup sur coup L'Enfance, L'Amitié et L'Argent. C'est aussi à cette période qu'il s'éloigne de beaucoup de ses anciens amis, notamment de Pierre Mortier. Il s'adjoint les services de son frère comme secrétaire. En 1929 est publié son Saint François d'Assise. En 1937 paraîtra encore Savoir aimer.
Le début des années 1930 est pour lui l'occasion d'une intense activité artistique : il visite beaucoup d'expositions et s'adonne au dessin. De là, il tire des articles de critique d'art et puise de l'inspiration pour écrire Rome — publié en 1931. C'est alors qu'il se brouille avec Bergson. Le 11 juin de la même année, candidat à l'Académie française, il échoue contre Pierre Benoit alors que son ami Jules Cambon, malade, n'a pas pu prendre part au vote. Mais un an après, le 16 juin 1932, il est élu membre de l'Académie au fauteuil de Charles Le Goffic en s'imposant largement face à Francis de Croisset, René Pinon, Alfred Poizat et Jérôme Tharaud. Son talent d'écrivain, mais aussi son entregent, son activité mondaine et ses dons de « causeur » expliquent son élection. Le 16 mars 1933, en présence d'un public dense et composé de « longues moustaches », il est reçu, « non sans quelques flèches discrètes » par le cardinal Baudrillart, après que ses amis, au premier titre desquels l'amiral Lacaze, lui eurent remis son épée due à l'orfèvre André Falize au cours d'une brève cérémonie au siège du Journal des débats. Il devient l'un des trois plus jeunes académiciens.
Après son élection, il déménage avec sa famille dans un appartement plus grand et à même d'héberger sa bibliothèque et ses bibelots de voyage. Il déclare à un journaliste qu'il regrette de n'avoir plus le temps de voyager, qu'il aimerait entreprendre un nouveau périple en Asie, et que son prochain ouvrage sera le Napoléon qu'il prépare de longue date.
Abel Bonnard, selon Olivier Mathieu, est « désormais, en France, l'un des chroniqueurs les plus lus, sinon l'un des plus appréciés, et, à « droite », l'un des plus écoutés, sinon l'un des mieux compris ». Il y est, « avec Céline, Giraudoux et Margaret Mitchell, l'un des quatre écrivains vivants qui suscitent le plus grand enthousiasme ». Mais il est aussi le nègre de plusieurs auteurs : toujours d'après Mathieu, il est ainsi l'auteur de la moitié du Turenne du général Weygand,.
Selon certains, membre influent de l'Académie, il y aurait largement favorisé l'élection de Charles Maurras.

### En politique

#### Engagement dans la mouvance «nationale» (années 1930)

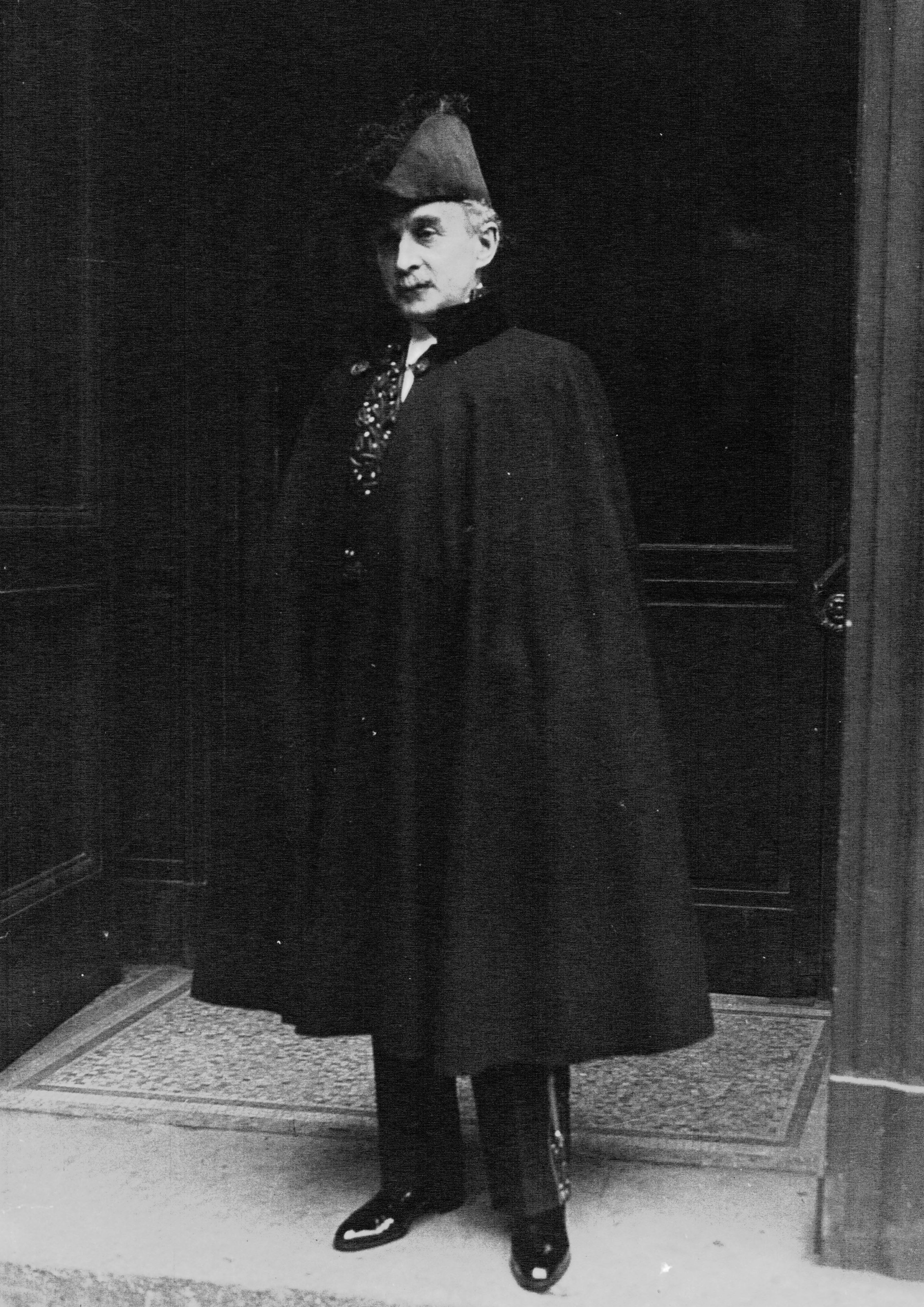
Abel Bonnard en 1933.

Très tôt, il a des contacts parmi les hommes politiques : Léon Bérard, Maurice Paléologue, André Tardieu ou Weygand, comme son ami André Delacour, lui font des confidences et lui donnent des informations ; il les rassemble dans son journal sous le titre Choses sues. Jules Cambon lui insuffle le goût politique.
Revenu des longs voyages, il se cantonne cette fois-ci à l'Europe, et notamment à l'Espagne, d'où il ramène Navarre et Vieille-Castille, à la Yougoslavie, à Venise et à Bruxelles, où il représente l'Académie.
Benjamin Azoulay souligne qu'il dresse l'éloge du dictateur fasciste Benito Mussolini dès 1923 dans Le Gaulois, et qu'il se montre « ouvertement raciste » en 1924 dans En Chine, s'opposant à un métissage risquant à l'en croire de conduire à l'uniformisation du monde, et flétrissant l'héritage des Lumières. Il se fait connaître des milieux politiques nationalistes à partir de 1925 par sa collaboration au quotidien de Georges Valois, Le Nouveau Siècle, puis au Courrier royal avec Henry Bordeaux et Georges Bernanos. Proche de l'Action française, sa pensée politique est celle d'un nationalisme maurrassien, antiparlementariste. Il préside en novembre 1933 l'ouverture des cours de l'institut d'Action française, aux côtés de Maurras,. C'est un habitué des dîners des « Affinités françaises », qu'il préside à plusieurs reprises — une conférence de René Gillouin en 1930, de Pierre Gaxotte en 1932, et une avec Claude-Joseph Gignoux et Jacques Le Roy Ladurie en 1934 — et où il valorise le rôle des élites, un thème qui lui est cher,,. Il assiste à d'autres dîners, par exemple en 1933, 1934 ou 1939.
On le trouve aux banquets du cercle Fustel de Coulanges, proche de l'Action française, à des réunions de la Jeune Droite : il préside en février 1935 un dîner de La Revue du XXe siècle de Jean de Fabrègues, et participe à des réunions de la revue Combat, en juin et à l'automne 1936 : par exemple, une organisée par la revue en juin 1936 sur le thème « tradition et révolution », avec Gillouin, Brasillach et le critique d’art de Combat Jean Loisy, ou une autre sur « l'art d'État et l'art de classe »,,.

Le 24 août 1933, il déclare à Candide : 

« Quand la société se disloque, quand l'art politique est perdu, alors les artistes, placés au faîte de l'édifice, sont les guetteurs désignés pour avertir l'ensemble des hommes de tous les périls qui menacent aussi bien les activités les plus hautes que les plus modestes bonheurs. »

Il est sceptique quant à l'action des ligues, en particulier lors de la crise du 6 février 1934 : il évoquera dans un discours en 1937 .
La victoire du Front populaire en 1936 le pousse à publier ce qui est son œuvre politique majeure, Les Modérés, qui critique les parlementaires ainsi que la démocratie. Il rejoint des personnalités « nationales » comme René Gillouin et Gaston Le Provost de Launay au comité directeur du Rassemblement national pour la reconstruction de la France (1936-1937), aux côtés du général Maxime Weygand ou Bernard Faÿ notamment, qu'il a pu côtoyer aux « Affinités françaises »,,,,,,. En février 1936, il suit la dépouille mortelle de Jacques Bainville. En juin 1936, il préside un meeting nationaliste qui, avec comme orateurs Louis Darquier de Pellepoix et Henri Massis, célèbre l'action antibelliciste de Maurras et Thierry Maulnier, et y préconise la « Révolution nationale »,. On le trouve encore aux côtés de Maurras, à un dîner de « L'Œillet blanc » — cercle aristocratique royaliste — en 1936 et comme président d'une conférence de Bernard Faÿ donnée en 1939 sous les auspices de ce cercle,.
Il se rapproche du Parti populaire français (PPF) de Jacques Doriot, et prend la présidence de ses Cercles populaires français en 1937, participe à des meetings,,,,,. Il préside en 1937 une conférence de Doriot donnée au Cercle des chambres syndicales patronales, ce qui donne l'occasion à la gauche de moquer le prétendu caractère « populaire » du PPF,,,,.
Il ne rompt pas pour autant avec les milieux d'Action française et les autres cercles « nationaux ». C'est alors que le PPF prône l'union des « nationaux », avec notamment la création du Front de la liberté (FL). Il devient en 1936 membre du comité d'honneur du cercle Jacques Bainville de Paris, aux côtés de Maurras et Léon Daudet notamment. Il prend la parole en juillet 1937 au meeting organisé au Vélodrome d'hiver pour célébrer la sortie de prison de Charles Maurras, comme d'autres personnalités du monde des « nationaux ». Maurras mérite alors selon lui « la gratitude et l'amour de tous les Français »,,. En 1939, on le trouve encore à la table d’honneur lors d’une réunion organisée par Charles Trochu salle Wagram pour célébrer l’élection de Maurras à l’Académie française, en présence du « maître » et aux côtés de Le Provost de Launay, Henry Lémery, Gillouin, Georges Claude, Firmin Roz, etc.,. En outre, il préside une réunion du cercle Fustel de Coulanges, aux côtés de Maurras, au cours de laquelle les orateurs montrent « avec une vigueur vengeresse, la fausseté de quelques-unes des légendes à la gloire de la Révolution », dans le contexte du 150e anniversaire de la Révolution française : une réunion « nécessaire pour sauver l'honneur de l'esprit français devant une glorification frauduleuse » selon Bonnard, qui affirme : « Il faut sauver la France des suites chaque jour plus néfastes de la Révolution. [...] Nous voulons revenir, tenant compte des conjonctures nouvelles, à la France d'amitié d'avant 1789. »,.
Il prend position contre le racisme dans un article du Journal des débats du 11 avril 1933 intitulé « Les esprits libres » ; en outre, il fait élire Maurice Paléologue à l'Académie et attribuer le grand prix de littérature à André Suarès, et Les Modérés reçoivent les louanges de personnalités juives comme Henry Bernstein, André Maurois, Henri Bergson. Néanmoins, il prend des notes sur le racisme et la question juive en 1937, qui ne seront publiées qu'un demi-siècle plus tard et qui montrent son évolution vers l'antisémitisme — évolution qui lui vaut les attaques de la Ligue internationale contre l’antisémitisme (LICA).
Ce futur ministre de l'Éducation est convaincu qu'il n'est « pas bon de répandre aveuglement l'instruction » et qu'elle doit être réservée à une élite. Il exprime souvent cette idée dans ses conférences et ses écrits, depuis son Éloge de l'ignorance en 1926 — un pamphlet contre l'école unique voulue par le Cartel des gauches, où il s'oppose à l'enseignement primaire obligatoire et à l'éducation des femmes —, notamment dans les cercles « nationaux » qui partagent ses convictions réactionnaires sur ce sujet, comme le cercle Fustel de Coulanges,,,. Selon lui, l'instruction n'est bonne ni pour les femmes, ni pour le peuple. Bonnard fait l'apologie de l'instinct, de l'élitisme, de la sélection, du bon sens populaire. Il figure au comité de patronage de la Ligue de l'éducation française, lancée en 1936.
En 1935, il signe le Manifeste pour la défense de l’Occident et la paix en Europe. Il soutient l'Espagne du général Franco et préside une réunion de L'Ordre national « en hommage à l'Espagne nouvelle »,.
Proche ensuite du comité France-Allemagne, il voyage en Allemagne en 1937 ; le quotidien Le Journal publie ses impressions et ses interviews d'Adolf Hitler, et du théoricien nazi Alfred Rosenberg. La presse nazie souligne ses prises de position en faveur du rapprochement franco-allemand,. Ainsi, il sympathise avec Otto Abetz et Ernst Jünger et, le 21 janvier 1938, il reçoit Leni Riefenstahl à Cherbourg.

C'est vers cette période qu'il rompt avec ses amis juifs, notamment Bernstein et Maurois. En 1939, représentant l'Académie à l'occasion du tricentenaire de la naissance de Racine, il rencontre António de Oliveira Salazar, chef de l'Estado Novo, à Lisbonne.
En juin 1939, sa vieille amante Thérèse Murat lui consacre une longue conférence au Cercle Bainville, avant de mourir l'année suivante. Azoulay voit dans cette disparition celle du « dernier lien qui attachait encore Bonnard au nationalisme maurrassien » et à l'antigermanisme.
Après que la guerre éclate, il est mobilisé brièvement dans un bureau de la Marine.
Il prononce encore une conférence, le 26 janvier 1940 ; il est aussi en contact avec Louis Thomas, futur collaborateur.

#### Partisan de la Collaboration (1940-1944)

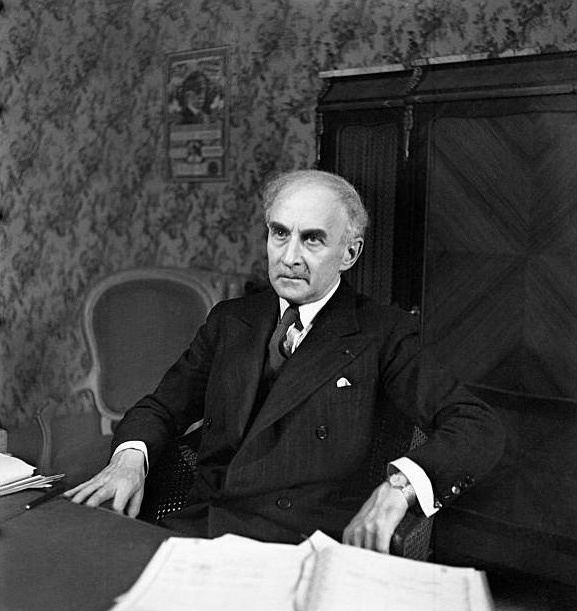
Abel Bonnard vers 1942.

Il est davantage collaborationniste que maréchaliste sous l'Occupation : membre d'honneur du Groupe Collaboration, il prône « une vision musclée de la Révolution nationale ». Il écrit dans Aujourd'hui, Le Cri du peuple (quotidien du PPF), France-Japon, La Gerbe et Le Matin. Dans La Nouvelle Revue française de mars 1941, il dit sa réjouissance d'être « délivré » de l'Europe des Lumières, ; auteur d'éditoriaux dans Je suis partout, il se fend notamment d'un article intitulé « Les réactionnaires », dans lequel il marque sa rupture avec le royalisme et l'antigermanisme de Maurras ; les deux hommes ne devaient plus se revoir.
Avec Xavier de Magallon, il fréquente la fine fleur de la collaboration : Otto Abetz, Arno Breker, Hermann Bunjes (de), Werner Gerlach (de), Bernhard Payr (de), Rudolf Schleier (de), etc. ; il reçoit Ernst Jünger, qui voit en lui « l'un des derniers représentants d'une intelligence qui disparaît au monde ». Dans Les Décombres, Lucien Rebatet saluera « les articles vibrants et inspirés d'Abel Bonnard ». Son collaborationnisme exacerbé, et le soutien qui lui est apporté par Abetz, lui valent le surnom d'« Abetz Bonnard ».
Le 24 janvier 1941, il est désigné par Vichy membre du Conseil national. La même année, il fait paraître ses Pensées dans l'action. Du 21 au 26 novembre 1941, il fait partie du célèbre groupe de sept écrivains français — lui, Robert Brasillach, Jacques Chardonne, Pierre Drieu la Rochelle, Ramon Fernandez, André Fraigneau et Marcel Jouhandeau — qui se rendent au congrès international de littérature à Weimar, où ils rencontrent Joseph Goebbels,. Il y rencontre son ami John Knittel. Avec Brasillach et Drieu, il se recueille sur les tombes de Goethe et Schiller. Il y retourne dès 1942 avec, en sus, Georges Blond et André Thérive.
Il soutient la formation de la Légion des volontaires français contre le bolchevisme (LVF) en juin 1941 ; il est membre de son comité de patronage.
En février 1942, il se réconcilie avec Pierre Bonardi, l'époux de sa tante avec lequel il était brouillé depuis son enfance.
Il signe en mars 1942 le manifeste des intellectuels français contre les crimes britanniques, lancé par le PPF, au titre de président des Cercles populaires.

#### Ministre de Vichy

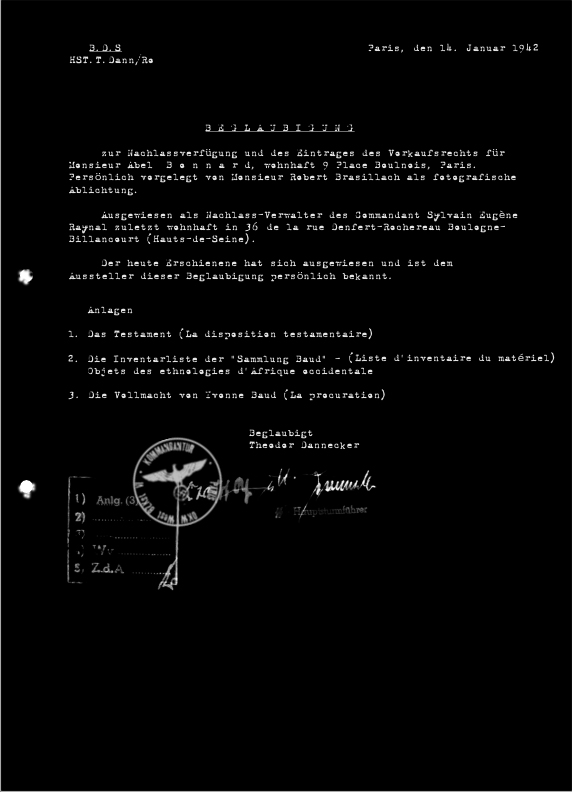
Microfiche d'Abel Bonnard.

Le 18 avril 1942, il est appelé au gouvernement de Vichy par Pierre Laval qui le nomme ministre de l'Éducation nationale. Sa nomination est saluée dans La Gerbe et dans Je suis partout sous la plume de Robert Brasillach, mais moquée par Jean Guignebert au micro de la BBC,.
À l'hôtel de Rochechouart, siège du ministère, il s'installe dans le bureau de Jules Ferry. Son équipe ministérielle est composée principalement de René Georgin, directeur de cabinet, Jacques Bousquet, Pierre Couissin, Maurice Gaït, Serge Jeanneret, Jean Mouraille, Marcel Giraudet, Jean-Alexis Néret, André Lavenir et Maurice Roy ; il a également Alfred Cortot comme conseiller technique, tandis que Marie Susini devient sa secrétaire particulière.
Membre du gouvernement, il n'assiste plus aux séances de l'Académie, ni n'intervient dans les médias, si ce n'est dans La NRF dirigée par Drieu et au micro de Radio-Paris.
Durant son passage au gouvernement, Bonnard est surtout connu du grand public pour la rumeur sur son homosexualité lancée par Jean Paulhan, dont témoignent les sobriquets de « La Belle Bonnard » ou « Gestapette » (inventé par le chroniqueur Jean Galtier-Boissière et repris par Pétain),. Lui-même, à en croire Patrick Buisson, aurait volontiers entretenu la rumeur par ses allures de dandy, ou en s'affichant lors de sa prise de fonctions avec un jeune directeur de cabinet au physique avantageux. Buisson affirme à cet égard que : « tous ses choix politiques, sa conception même de la collaboration, découlent d'une vision sexuée de l'histoire selon laquelle l'Allemagne serait l'élément mâle du vieux continent, le principe viril et fécondant de l'Europe nouvelle […] Quels que soient les lieux et les auditoires, le discours d'Abel Bonnard durant les quatre années de l'occupation se ramène à un thème unique, obsessionnel, envahissant : c'est un discours sur le corps, un discours qui fait du corps la projection et le réceptacle de la race, un enjeu idéologique, un objet d'affrontement entre partisans de l'« homme nouveau » et adeptes de l'« homme du refus ». » Azoulay confirme qu'il multiplie durant cette période « les propos suggestifs et les métaphores équivoques ». Mais cette prétendue homosexualité est cependant contestée par Olivier Mathieu, qui argue de l'existence de liaisons féminines dans la vie de l'écrivain, ainsi que par Benjamin Azoulay,, pour qui elle demeure « douteuse et [...] indémontrable ».
Malgré son attitude laudatrice en public, il n'apprécie guère Philippe Pétain, qu'il décrit dans son journal comme « un brochet nageant dans l'eau bénite : les heures de lucidité du vieillard sont courtes comme les heures de lumière des jours d'hiver ». Il pousse à la coopération franco-allemande dans le domaine des échanges culturels et fait connaître ses positions anticléricales.
En juillet 1942, il inaugure la grande exposition consacrée à Arno Breker à l'Orangerie, puis entame une tournée des écoles primaires. Le 12 août, il entre au comité de la Légion tricolore, avatar de la LVF. En octobre, il participe à Paris aux journées de l'agence de presse Inter-France organisées par Dominique Sordet,. Il multiplie également les décrets imposant le service du travail obligatoire (STO) aux étudiants, fonde en novembre 1942 une chaire d'ethnologie et d'histoire du judaïsme à la Sorbonne, confiée à un antisémite, Henri Labroue, ainsi qu'un institut anthropo-sociologique. Il applique à la lettre les lois antisémites du régime français collaborateur en procédant à la révocation de tous les juifs en poste dans l'Éducation nationale, et notamment de l'inspecteur général de l'instruction publique Jules Isaac, auteur des célèbres manuels scolaires d'histoire Malet et Isaac, en déclarant le 13 novembre 1942 : « Il n'était pas admissible que l'histoire de France soit enseignée aux jeunes Français par un Isaac. »
Le 16 décembre 1942, il est désigné membre du conseil municipal de Paris, représentant le 16e arrondissement de Paris.
Le 31 janvier 1943, il est l'un des fondateurs du Service d'ordre légionnaire (SOL), embryon de la Milice. Il révoque Simone de Beauvoir en juin 1943 pour , mais échoue à faire de même pour Sartre.
Il porte la responsabilité d'avoir, dans l'été 1943, donné un ordre de mission à un certain Jean-François Lefranc de laisser revenir à Paris — donc de livrer à l'Occupant qui la convoitait de longue date — la précieuse collection (mise en caisses) de 333 tableaux anciens d'Adolphe Schloss, dont ce marchand d'art parisien avait été désigné « administrateur ». Transférée en 1939 de Paris au château corrézien de Chambon, la collection y fut localisée le 10 avril 1943, emballée en cinq ou six jours et dérobée par les hommes de main de la Gestapo.
Le 8 juin 1943, il est conspué au Quartier latin par un groupe de 200 étudiants en médecine. Le 6 novembre 1943, il se dispute violemment avec son frère Eugène, qui lui reproche sa politique « pro-allemande »,.
Le 3 juillet 1944, peu après l'exécution de Philippe Henriot, il fait partie de la vingtaine de signataires de la « note des ultras », qui réclament la « guerre sans merci ». L'Humanité clandestine s'attaque alors à ce « nazificateur brutal » et « académicien doriotiste » et appelle à se venger sur sa famille.
Le 15 août 1944, il commence ses préparatifs de départ pour l'exil. Mais le 17, sa voiture est volée devant le ministère par son collaborateur Jean Georges, avec à l'intérieur de l'argent liquide, sa garde-robe et son journal. Il est donc bloqué à Paris et trouve refuge pour la nuit avec son frère et sa mère à la résidence de l'ambassade d'Allemagne, Abetz lui livrant une voiture militaire en remplacement.
Le même jour, avec Jean Bichelonne, Maurice Gabolde, Raymond Grasset et Paul Marion, il assiste à son dernier conseil des ministres. Il reste en poste jusqu'au 20 août, date à laquelle il quitte Paris. Malgré sa relative longévité à ce poste, son œuvre de ministre est mince, mis à part ses actions antisémites, ce qui est paradoxal compte tenu de ses réflexions antérieures sur l'éducation.

### Fuite, condamnation et exil (1944-1968)
Le 21 août 1944, dernier ministre à fuir, il retrouve Pétain à Belfort. Le 7 septembre, il part pour Sigmaringen.

#### Sigmaringen
Arrivé à Sigmaringen avec sa vieille mère et son frère, il y retrouve les « ultras » de la collaboration, Fernand de Brinon, Marcel Déat, Jacques Doriot et Georges Oltramare, et les écrivains Céline et Rebatet. Il se garde de soutenir la Commission gouvernementale fantoche de Brinon, se tenant à l'écart des intrigues du château et logeant en ville avec sa famille.
Le 25 février 1945, il assiste aux funérailles de Doriot.
Il se lie en revanche avec Louis-Ferdinand Céline, ou avec l'Allemand Gerhard Heller.

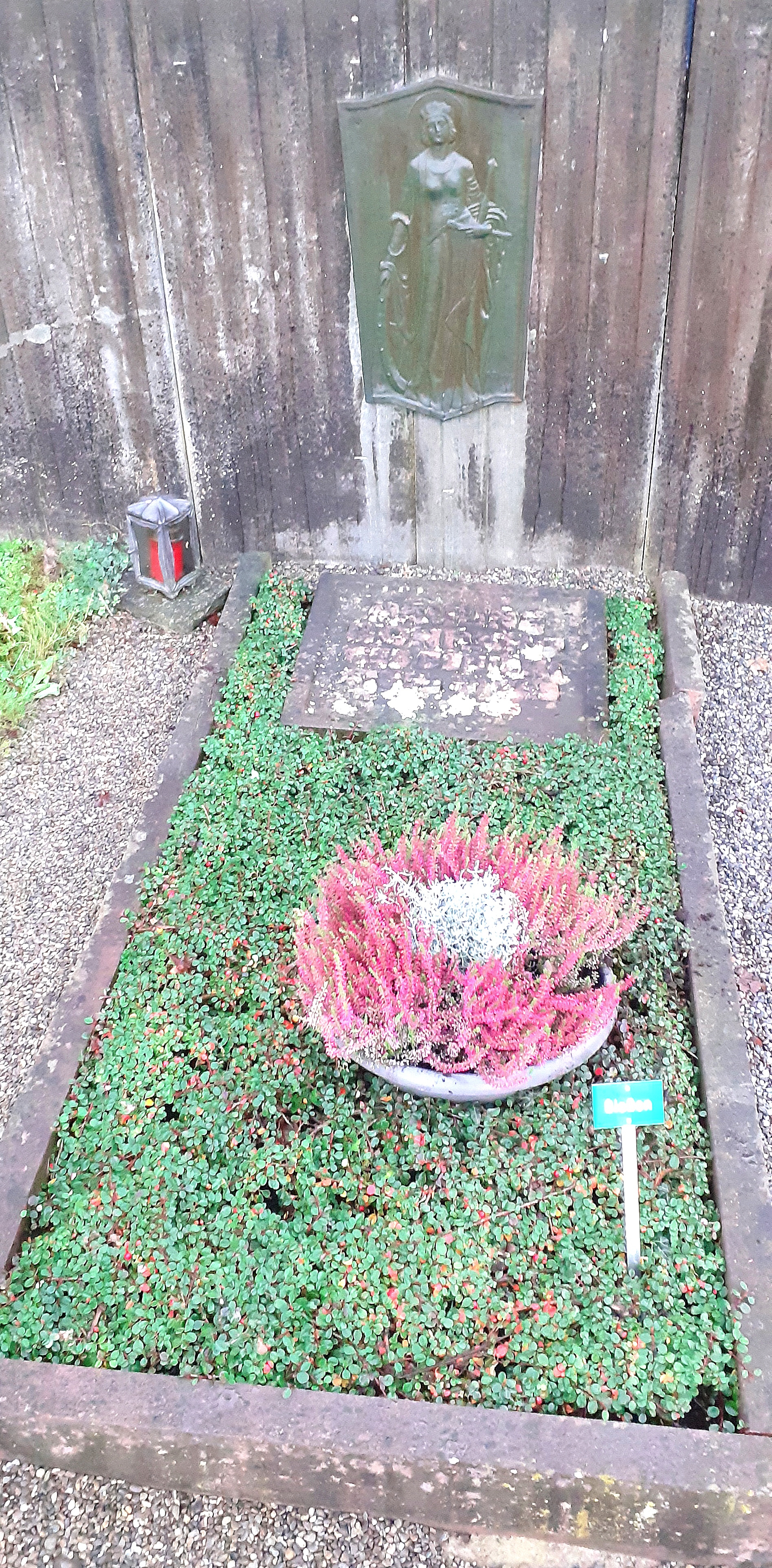
Tombe de Pauline Bonnard au cimetière de Sigmaringen.

Il passe l'essentiel de son temps en recherches historiques dans la bibliothèque du château, et à rédiger des notes pour la défense de Laval lors de son futur procès.
Céline, qui évoquera dans D'un château l'autre ainsi que dans ses Entretiens familiers avec Robert Poulet l'admiration et le charme que cette grande amatrice de poésie exerceront sur lui, est le dernier médecin de sa mère. Elle meurt le 4 mars 1945, des suites d'une chute. Il signe son acte de décès, avant qu'elle soit inhumée au cimetière de Sigmaringen. Déat relève que Bonnard se montre « profondément secoué par ce deuil ».
Le 22, à la gare de Sigmaringen, il fait ses adieux à Céline en partance pour le Danemark.
Une fois sa mère disparue, il peut planifier sa fuite : il commence par tenter de joindre le Portugal, puis l'Espagne, mais gagne la Suisse avec le couple Laval à la fin avril 1945. Cependant, expulsés, ils doivent se rabattre sur Feldkirch puis, le 1er mai, sur Bolzano.

### L'Espagne

#### En prison
Le 2 mai 1945, avec son frère, Maurice Gabolde, Paul Néraud ainsi que Jeanne et Pierre Laval,, il se replie à Merano, puis s'envole pour l'Espagne dans un avion prêté par le diplomate allemand Rudolf Rahn.
Arrivé dans le pays sans passeport, il est incarcéré à la forteresse du château de Montjuïc — où il s'occupe en dessinant les voiliers sur la mer qui est proche. De fait, Azoulay relève que son frère et lui y vivent « plus en hôtes qu'en prisonniers », aux frais du régime franquiste. Le 30 juillet, il salue pour la dernière fois Laval, qui se rend en France pour être jugé.

#### Condamné à mort
Entre-temps, il est mis à l'index par le Comité national des écrivains pendant l'épuration,. Le 4 juillet 1945, après un procès d'un quart d'heure marqué par le réquisitoire de l'avocat général Marcel Blanchet, il est condamné à mort par contumace pour « enrôlement pour l'Allemagne, intelligence avec l'ennemi, participation à une entreprise de démoralisation de l'armée et de la nation » et « atteinte à l'unité de la nation »,. Se voyant retirer ses décorations et confisquer ses biens,, il encourt la peine de dégradation nationale, laquelle entraîne, le 26 décembre, sa radiation par ordonnance de l'Académie française,,. Il partage ainsi le sort du maréchal Pétain et de Charles Maurras.
Mais, contrairement à ces deux derniers, et comme Abel Hermant, il verra son fauteuil pourvu de son vivant : le 7 novembre 1946, élu face à Léon-Paul Fargue et Martin-Saint-René, Jules Romains lui succède.

#### Installation dans le pays
Finalement libéré le 17 janvier 1946, il séjourne dans un hôtel de Barcelone. Autorisé, le 28 avril, à circuler sur le territoire espagnol, il obtient l'asile politique, grâce à l'appui de José Félix de Lequerica,. Il peut ainsi résider à Salamanque, avant de s'établir définitivement à Madrid à l'automne, où il restera une douzaine d'années. Dans le même temps, il rencontre une Alsacienne qui devient sa maîtresse.
Eugène Bonnard meurt en août 1947, des suites d'un cancer du foie.
Là, sombrant dans la misère, Abel donne des chroniques traduites en espagnol au journal Madrid. Il se contente d'un repas par jour, change souvent de domicile, et doit se rendre une fois par semaine au poste de police.
Il rencontre des personnalités espagnoles, ainsi Manolete, mort en 1947. Il retrouve aussi d'anciens collaborateurs, comme Josée, la fille de Laval, Paul Morand, ainsi que Georges Guilbaud et sa jeune épouse Maud, qui le trouvera « irrésistible » et qu'il chargera de la documentation préparatoire à l'étude sur Napoléon qu'il prépare de longue date, ainsi que les frères José Ignacio et Luis Escobar Kirkpatrick (es).
En 1949, il finit par obtenir une carte de résidence qui le dispense de visites à la police.
En décembre 1951, il rencontre incidemment l'illustrateur Pierre Labrouche, coauteur avec lui de Navarre et Vieille-Castille. Tous les vendredis, jusqu'en 1957, il publie une chronique dans Madrid. Peu avant sa mort, il fréquente assidûment Amélie d'Orléans, ancienne reine du Portugal, qui aurait été sa dernière maîtresse.
Le 4 mars 1958, alors que la Haute Cour de justice s'apprête à juger les derniers hauts responsables du régime de Vichy, à savoir Louis Darquier de Pellepoix, Maurice Gabolde, André Masson et lui-même, il annonce, seul des quatre et à la surprise générale, son intention de se présenter à son procès.

#### Nouveau procès
Le 1er juillet 1958, accompagné de ses défenseurs, Jacques Martin-Sané et André Toulouse, il quitte Madrid pour Paris, où il se constitue prisonnier,. Arrivé à l'aéroport du Bourget, où il a le temps de répondre à quelques questions de journalistes, il est interpellé puis est conduit à la prison de Fresnes, où on lui signifie le mandat d'arrêt dont il fait l'objet. Incarcéré deux heures et demie, il est mis en liberté provisoire pour raison médicale.
Il séjourne dans une maison de santé à Enghien, puis dans un appartement du boulevard Pereire et dans un hôtel à Passy, chez son ami Émile Ripert. Au début de 1959, il rentre deux semaines à Madrid pour consulter son médecin, mais revient dans la foulée à Paris.
C'est le 22 mars 1960, salle de Brosse au Sénat, que la Haute Cour siège dans une séance extraordinaire présidée par le député Jean de Broglie. Le Monde salue un procès « enfin contradictoire ». Le jury est composé de sept députés et six sénateurs, et l'avocat général est Raymond Lindon. Parmi les témoins de la défense, on compte André Lavenir, ancien membre du cabinet de Bonnard, Alexandre Rauzy, ancien député de l'Ariège, et Pierre Taittinger. Dans le public, se trouve notamment Jacques Benoist-Méchin.
Le magistrat instructeur, le conseiller Guy Raïssac, déclare dans son rapport qu'aucun des griefs retenus contre Bonnard n'est fondé. Interrogé, Bonnard ne renie pas son engagement passé ; il est applaudi dans le public. Son intervention est reproduite dans Écrits de Paris. Le lendemain, second et dernier jour d'audience, l'avocat général Lindon dresse un violent réquisitoire contre lui,. Me Toulouse souligne, lui, que Bonnard « n'avait rien à gagner dans cette aventure ».
Après deux heures de délibération du jury, il est condamné à dix ans de bannissement avec sursis, avec effet à partir du 20 mai 1945 : la peine — symbolique — est donc déjà purgée. Il voit, en outre, sa dégradation nationale rapportée, et est déclaré fondé à « demander réparation de la saisie et de la vente de ses biens » à la Libération. Mais, à propos du terme « bannissement », il dit : « il me signifie, je le dis avec un profond regret, que ma place n'est plus dans la France d'aujourd'hui » ; n'acceptant donc pas cette « flétrissure morale », il retourne à Madrid quelques jours plus tard.

#### Retour à Madrid
Il fait encore paraître, en Belgique, deux plaquettes reprises d'anciens articles, et, après une visite de son directeur Raymond Bourgine en 1962, accepte d'écrire cinq articles dans Le Spectacle du Monde. À la fin de janvier 1962, il fait un ultime séjour à Paris. Il continue à vivre dans la pauvreté, et reçoit quelques subsides via Emmanuel Berl, Jacques Guérard et Paul Morand. Certains de ses anciens éditeurs lui versent des droits d'auteur, et la bibliothèque de Caen, qui acquiert une part de sa bibliothèque, l'indemnise.
Parmi ses quelques plaisirs, on compte ses promenades nocturnes près du Jardin botanique royal, et ses visites au palais d'Orient, à la puerta de Alcalá et à la statue équestre de Philippe IV. Il dîne régulièrement avec Léon Degrelle, Claude Martin, Saint-Paulien et Otto Skorzeny, tandis que Jacques Benoist-Méchin lui rend visite, et qu'il reçoit des visites amicales de Jean-Marie Le Pen,.
Il donne des leçons de français dans certains quartiers de Madrid. Il s'intéresse à Degas, Gobineau, Leopardi. Malgré les sommes qu'on lui propose pour écrire ses Mémoires, il refuse ces offres. Cependant, en 1962, il rédige son Testament politique — resté à l'état de manuscrit. En août 1962, les derniers exemplaires de l'édition originale des Modérés disponibles chez Grasset sont mis au pilon. Au même moment, Roger Nimier propose à Bonnard de faire rééditer certains de ses livres ; mais il meurt dans un accident quelques semaines plus tard.
En 1963, Bonnard envoie son témoignage sur Céline, qui vient de mourir, aux Cahiers de l'Herne.
Son dernier voyage hors d'Europe, Bonnard l'accomplit à Tenerife, dans les îles Canaries, en février 1964. Alors que, toujours à Madrid, il déménage dans le quartier de Prosperidad — chez Sara Paniego ; ce sera sa dernière demeure — il est terrassé par un infarctus. Il multiplie les problèmes de santé. Il écrit dans une lettre : « Je suis bien fatigué, et encore plus las que fatigué. La lassitude, c'est la fatigue de l'âme ». Il lit son « cher Fontenelle, le sage intact », et Cournot, « un grand esprit ».
Le 19 décembre 1967, il remercie un ami : « Votre bouquet m'arrive le jour anniversaire de celui où j'ai fait la maladresse de naître, qui va bientôt être réparée ». Le 6 avril 1968, il est admis à l'hôpital Jiménez Díaz pour une thrombose coronaire.

#### Mort

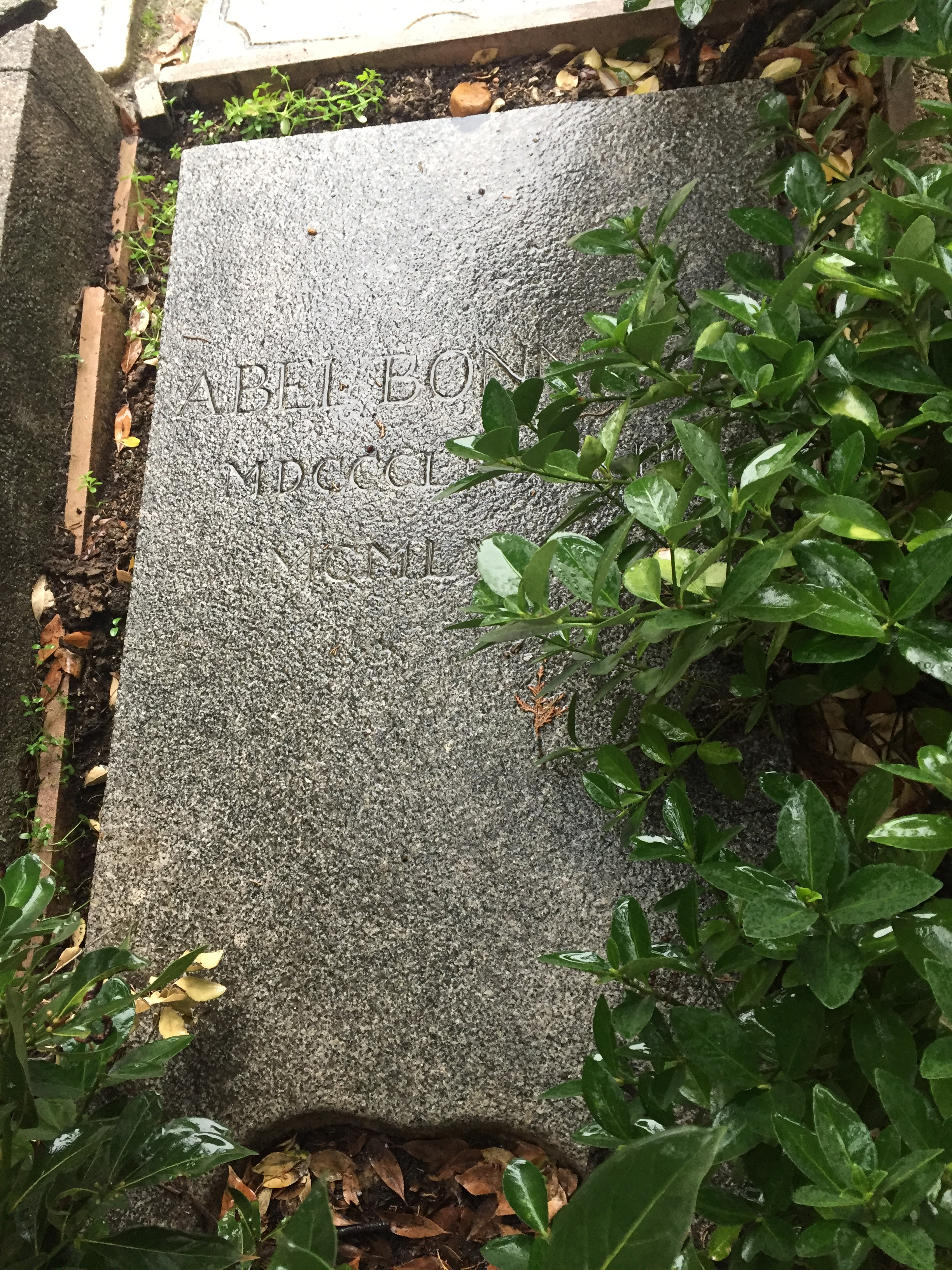
Tombe d'Abel Bonnard à Madrid en février 2018.

Ayant refusé de recevoir les derniers sacrements, l'un de ses ultimes propos est : « La parole est au chaos, et rien ne la lui ôtera plus » ; sur sa table, se trouvent le Coran et un livre de Schopenhauer. Âgé de 84 ans, il meurt « seul et abandonné », le 31 mai 1968 à 22 h 55.
Ses obsèques, qui ont lieu le lundi de la Pentecôte 1968, se déroulent de manière quasi confidentielle. Son acte de décès, signé par un simple employé des pompes funèbres, porte la mention « défunt de père et de mère inconnus ».

Enterré au Sacramental de San Lorenzo y San José, à la concession numéro 136, sa tombe porte simplement :

 Il a interdit, par testament, le rapatriement de ses cendres en France.

### Postérité
Les livres d'Abel Bonnard, ses manuscrits — dont celui de son Napoléon — et ses archives sont dispersés et vendus,.
Bonnard désigne, dans son testament daté du 3 novembre 1964, Suzanne Roth-Matthis comme légataire universelle. Ses archives passent ensuite notamment dans les mains d'Enrique Pérez Comendador (es), Bernard et Marcel Laignoux, Christian du Jonchay, Jacques Guérard, Paul Morand et Maurice Gaït. La duchesse de Durcal aurait fait main basse sur la collection des articles parus dans Madrid.
Après-guerre, Bonnard tombe dans un relatif oubli, son parcours ayant peu intéressé les historiens. Parmi les rares synthèses consacrées au personnage, on compte un article de Jacques Mièvre publié en 1977 dans la Revue d'histoire de la Deuxième Guerre mondiale, et une biographie rédigée par Olivier Mathieu, un militant néo-nazi et négationniste, que Patrick Buisson qualifie de « panégyriste » de Bonnard.
Dans la pièce radiophonique Terminus Sigmaringen de Louis-Charles Sirjacq, diffusée en 2006 sur France Culture, il apparaît avec la voix de Jacques Ciron,.
En 2014, un jeu en ligne sur le site de France 3, « Sauvons le Louvre », met en scène Abel Bonnard.
Olivier Mathieu soutient qu'après avoir été attiré par la pompe du catholicisme dans sa prime enfance, Bonnard était devenu païen — inclination qui aurait parcouru son œuvre,. Cette affirmation est contestée par Philippe Baillet dans la notice de sa réédition des Modérés en 1993.

## Ouvrages
- Les Familiers, Paris, Société française d'imprimerie et de librairie, 1906, 260 p. (BNF 31840234, lire en ligne) Reparu en extraits sous le titre Les Bêtes, nos amies... en 1937.
- Les Royautés : poèmes, Paris, Fasquelle, 1908, 287 p. (BNF 31840248)
- Les Histoires, Paris, Fasquelle, 1908, 189 p. (BNF 31840238) Comprend « La sous-préfète » et « Le prince persan ».
- La Vie et l'Amour : roman, Paris, Fasquelle, 1913, 389 p. (BNF 31840257, lire en ligne)
- Le Palais Palmacamini, Paris, Fasquelle, 1914, 280 p. (BNF 31840245, lire en ligne)
- La France et ses morts : poème (ill. François-Louis Schmied), Paris, Société littéraire de France, 1919, 55 p. (BNF 31840237, lire en ligne)
- En Chine : 1920-1921, Paris, Fayard, 1924 (réimpr. 1931), 362 p. (BNF 41626598, lire en ligne)
- Éloge de l’ignorance, Paris, Hachette, coll. « Les Éloges », 1926, 61 p. (BNF 31840230)
- La Vie amoureuse d'Henri Beyle (Stendhal), Paris, Flammarion, coll. « Leurs amours », 1926, 185 p. (BNF 34150098)
- Au Maroc (ill. Jean Berque), Paris, Émile-Paul frères, coll. « Ceinture du monde », 1927, 97 p. (BNF 31840215)
- L'Enfance, Paris, Le Divan, coll. « Les soirées du Divan », 1927, 74 p. (BNF 31840233)
- L'Amitié, Paris, Hachette, 1928 (réimpr. 1991), 189 p. (BNF 31840211)
- L'Argent, Paris, Hachette, coll. « Notes et maximes », 1928 (réimpr. 1992), 58 p. (BNF 31840214)
- Le Solitaire du toit, Paris, Société du Livre d'art, 1928, 219 p. (BNF 31840253)Édition tirée à 150 exemplaires. Réunit des articles parus dans Le Journal des débats.
- Supplément à De l'amour de Stendhal (ill. Paul Baudier et Fernand Siméon), Paris, Le Trianon, coll. « Suppléments à quelques œuvres célèbres », 1928, 131 p. (BNF 31840254)Supplément à De l'amour, essai de Stendhal.
- Océan et Brésil, Paris, Flammarion, coll. « La Rose des vents », 1929, 248 p. (BNF 31840244). Réédition : Pardès, 2021.
- Saint François d’Assise, Paris, Flammarion, 1929 (réimpr. 1934, 1943, 1992, 2005), 249 p. (BNF 31840249)
- Rome, Paris, Hachette, coll. « Capitales du monde », 1931, 99 p. (BNF 31840247)
- Les Modérés : le drame du présent, Paris, Grasset, 1936 (réimpr. 1986, 1993, 2013), 330 p. (BNF 34811509)
- Les Merveilles de la mer : le monde des poissons (ill. Paul-André Robert), t. 2, Paris, Laupen-Berne, coll. « Iris », 1937, 11 p. (BNF 32522504)Publication en deux tomes, le premier étant l'œuvre de Paul Valéry. Ouvrage suivi d'un commentaire et d'explications des planches par Georges Petit.
- Savoir aimer, Paris, Albin Michel, coll. « Les Savoirs du temps présent », 1937 (réimpr. 1944), 191 p. (BNF 31840252)
- Navarre et Vieille-Castille (ill. Pierre Labrouche), Paris, Creuzevault, 1937, 125 p. (présentation en ligne)Édition tirée à 160 exemplaires. On ne trouve pas trace d'une notice dans le catalogue général de la BNF.
- Le Bouquet du monde, Paris, Grasset, 1938, 355 p. (BNF 31840217)Contient « Rome », « La côte Dalmate », « Athènes », « Constantinople (1923) », « En Chine (1920) », « Andalousie (1924) » et « Au Brésil ».
- L'Amour et l'Amitié, Paris, Grasset, 1939, 287 p. (BNF 31840213)Comprend Savoir aimer et L'Amitié.
- Pensées dans l’action, Paris, Grasset, 1941, 128 p. (BNF 34189983)Comprend des articles — « En écoutant la voix anglaise », « Nos défauts et nous », « Morale d'une défaite », « Le maréchal Pétain chef de l'État », « L'instant décisif », « Franchise ou « habileté » ? » et « Des jeunes gens ou une jeunesse ? » — parus entre le 22 août et le 28 novembre 1940.
- Discours aux chefs miliciens prononcé le 30 janvier 1943, Paris, Plon, 1943, 23 p. (BNF 31840227)
- Benjamín Palencia, Madrid, Palma, coll. « Pintores de España », 1948, 28 p..
- Le Prince de Ligne (ill. Hubert Clerget), Liège, Dynamo, coll. « La toison d'or », 1965, 19 p. (BNF 36959568)Tiré à part d'un article paru dans la Revue des deux mondes, vol. 34, no 3, d'août 1926. Édition tirée à 111 exemplaires.
- Le Comte de Gobineau, Liège, Dynamo, coll. « Brimborions », 1968, 10 p. (BNF 35785579, lire en ligne)Texte repris d'un article intitulé « Un grand amateur » et paru dans Le Gaulois, no 16 148, du 20 décembre 1921.

### Posthumes
- Berlin, Hitler et moi : inédits politiques (éd. Olivier Mathieu), Paris, Avalon, coll. « Histoire », 1987, 280 p. (BNF 34972347, lire en ligne)Comprend Pensées dans l'action et le Discours aux chefs miliciens, ainsi que des inédits : Berlin en mai, Notes sur Hitler et La Question juive.
- Ce monde et moi (éd. Luc Gendrillon, note préliminaire d'Alain Aelberts et Jean-Jacques Auquier), Haut-le-Wastia, Dismas, 1991 (réimpr. 2012), 220 p. (lire en ligne)Recueil d’aphorismes et de fragments.
- Écrits politiques (av.-pr. Jean Mabire), Coulommiers, Déterna, coll. « Documents pour l'Histoire », 2008, 200 p. (lire en ligne)Réédition des textes politiques d'Abel Bonnard parus dans Berlin, Hitler et moi.

## Distinctions

### Décorations
- Officier de la Légion d'honneur (1919), radié en 1945
- Croix de guerre 1914–1918 (1919)

### Prix
- Prix de poésie de l'Académie française 1906 pour Les Familiers.
- Prix Archon-Despérouses de l'Académie française 1909 pour Les Royautés.
- Grand prix de littérature de l'Académie française 1924 pour En Chine.

## Pour approfondir

### Articles
- Alphonse de Parvillez, « M. Abel Bonnard, poète, romancier et voyageur », Études, t. 210,‎ 20 février 1932, p. 459-475 (lire en ligne)
- Jean Cazes, « Souvenirs sur Abel Bonnard », La Revue hebdomadaire, no 11,‎ 18 mars 1933, p. 326-334 (lire en ligne)
- « M. Abel Bonnard est mort à Madrid », Le Monde,‎ 2 juin 1968, ? (lire en ligne)
- Jean Ferré, « Abel Bonnard o el », ABC,‎ 8 juin 1968, p. 12 (lire en ligne)
- Saint-Paulien, « Hommage à Abel Bonnard », Écrits de Paris,‎ août 1968, p. 79-84
- Jacques Mièvre, « L'évolution politique d'Abel Bonnard (jusqu'au printemps 1942) », Revue d'histoire de la Deuxième Guerre mondiale, no 108,‎ octobre 1977, p. 1-26 (JSTOR 25728877)
- Denis Charles et Daniel Burdeyron, « Centenaire d'un proscrit : Abel Bonnard, 1883-1968 », Lyon nationaliste, no 2,‎ juillet 1984, p. 11
- Olivier Mathieu, « Sylvia, la petite madeleine de Berl », Nouvelle Revue de Paris, no 5,‎ mars 1986, p. 166-172Traite des rapports entre Bonnard et Emmanuel Berl.
- Jean-Philippe de Vivier, « Le vrai visage d'Abel Bonnard », Éléments, nos 57-58,‎ printemps 1986, p. 47-48
- Michel Bulteau, « L'ennemi de son siècle », La Nouvelle Revue de Paris, no 7,‎ décembre 1986, p. 169-170
- « Antoine Germigny », « Abel Bonnard, ce méconnu célèbre », Écrits de Paris, no 485,‎ décembre 1987, p. 74-79
- Jean-Michel Barreau, « Abel Bonnard, ministre de l'Éducation nationale sous Vichy, ou l'éducation impossible », Revue d'histoire moderne et contemporaine, nos 43-3,‎ juillet-septembre 1996, p. 464-479 (lire en ligne)
- Jean-François Condette, « Un ministre du gouvernement de Vichy dans le Nord occupé : la visite d'Abel Bonnard, ministre de l'Éducation nationale à Lille, 13 juillet 1942 », Revue du Nord, no 349,‎ 2003, p. 139-162 (DOI 10.3917/rdn.349.0139)
- Philippe Baillet, « Abel Bonnard : poésie de l'ordre et engagement sans réserve », dans Philippe Baillet, Le Parti de la vie - Clercs et guerriers d'Europe et d'Asie, Saint-Genis-Laval, Akribeia, 2015, 241 p.  (ISBN 978-2-913612-57-0), p. 77-108.
- Dossier sur Abel Bonnard, dans Livr'arbitres, no 21, automne 2016 :
  - Xavier Eman, « Bonnard, le grand oublié… », p. 33-34
  - Rémy Martin, « Abel Bonnard ou l'éloge de l'amour », p. 35-36
  - Juan Asensio, « De nouveau l'âme vacille » : sur Océan et Brésil d'Abel Bonnard », p. 37-40
  - Michel Lhomme, « Abel Bonnard ou du décès d'un raffiné proustien en Espagne », p. 41-43

### Notices de dictionnaire
- « Bonnard (Abel Jean Désiré) », dans Benoît Yvert (dir.), Dictionnaire des ministres de 1789 à 1989, Paris, Perrin, 1990 (ISBN 2-262-00710-1), p. 671.
- Jean-François Homassel, « Bonnard (Abel) », dans Jacques Julliard et Michel Winock (dir.), Dictionnaire des intellectuels français : les personnes, les lieux, les moments, Paris, Le Seuil, 2009 (ISBN 978-2-02-099205-3), p. 195-196.
- Xavier Eman, « Abel Bonnard : l'esthète combattant », dans Pierre Saint-Servant (dir., préf. Alain de Benoist), Les Maudits : ces écrivains qu'on vous interdit de lire, Paris, La Nouvelle Librairie, 2019, p. 91-96.

### Ouvrages
- Paul Souday, Les Livres du temps, t. 2, Paris, Émile-Paul frères, 1929 (lire en ligne), « Abel Bonnard », p. 390-396
- Louis Chaigne, Vies et œuvres d'écrivains : Juliette Adam, Louis Bertrand, Abel Bonnard, Paul Cazin, Georges Duhamel, Georges Goyau, Rudyard Kipling, Jacques de Lacretelle, Louis Le Cardonnel, Henri Pourrat, Henri de Régnier, Jean Yole, t. 2, Paris, Lanore, 1938, 248 p. (BNF 31923694)
- Yves Gandon, Le Démon du style, Paris, Plon, 1938, 224 p. (OCLC 299993983, BNF 32143233), « Abel Bonnard ou le style en fleur »
- Octave Pesle, La judicature, la procédure, les preuves dans l'islam malékite, Casablanca, Imprimeries réunies de la Vigie marocaine et du Petit marocain, 1942, 178 p., « En marge d'Abel Bonnard »
- Paul Sérant, Le Romantisme fasciste : étude sur l'œuvre politique de quelques écrivains français, Paris, Fasquelle, 1960, 324 p. (BNF 33172767) Analyse Abel Bonnard, Robert Brasillach, Louis-Ferdinand Céline, Pierre Drieu La Rochelle et Lucien Rebatet.
- Saint-Paulien, Le Tombeau d'Abel Bonnard, Liège, Dynamo, coll. « Brimborions », 1968 (réimpr. 1969), 18 p. (BNF 35785590, lire en ligne)Édition tirée à 51 exemplaires.
- Robert Brasillach (ill. Antonio Pedro), Abel Bonnard, Liège, Dynamo, coll. « Brimborions », 1971, 12 p. (BNF 35285656)Édition tirée à 51 exemplaires.
- Georges Fabre et Anne Henry (dir.), Abel Bonnard et le culte de la beauté (mémoire de diplôme d'études approfondies (DEA) en littérature et civilisation françaises), université Paul-Valéry Montpellier 3, 1988
- Olivier Mathieu (postface Léon Degrelle), Abel Bonnard, une aventure inachevée, Paris, Avalon, 1988, 429 p. (ISBN 2-906316-16-4, BNF 35002210, lire en ligne)
- Olivier Mathieu, Les Deux cortèges : Bonnard et Céline, Bruxelles, Van Bagaden, coll. « Céliniana », 1989, 7 p. (BNF 37638360)Plaquette tirée à 180 exemplaires dans une édition de luxe.
- Jean Mabire, Rêve d'Europe : douze écrivains français face à l'Allemagne nationale-socialiste, vol. 1, Lyon, Irminsul, 2000, 125 p. (BNF 37649960)À propos de Jacques Chardonne, Alphonse de Châteaubriant, Abel Bonnard et Édouard Dujardin.
- Alain de Benoist, Bibliographie générale des droites françaises : Georges Sorel, Charles Maurras, Georges Valois, Abel Bonnard, Henri Béraud, Louis Rougier, Lucien Rebatet, Robert Brasillach, t. 2, Coulommiers, Dualpha, coll. « Patrimoine des lettres », 2004, 472 p. (ISBN 2-915461-04-X, BNF 39173531), « Abel Bonnard (1883-1968) », p. 313-337
- Marie Benhamou, La Littérature de collaboration à l'Académie française pendant l'occupation allemande : le cas de Bonnard, Hermant, Benoît et Baudrillard (mémoire de maîtrise (MA) ès lettres), Ramat Gan, université Bar-Ilan, 2012, 113 p. (OCLC 827865040)
- Yves Morel, Abel Bonnard, Grez-sur-Loing, Pardès, coll. « Qui suis-je ? », 2017, 128 p. (ISBN 978-2-8671-4522-3)
- Benjamin Azoulay, Abel Bonnard : plume de la Collaboration, Paris, Perrin, 2023, 384 p. (ISBN 978-2-2620-9537-6)
  - Étienne de Montety, « Un proustien chez Shakespeare », Le Figaro littéraire, no 24388,‎ 18 janvier 2023, p. 1 (lire en ligne)
  - Denis Lefebvre, « Histoire d'un bon à rien », Historia, no 913,‎ janvier 2023, p. 91 (lire en ligne)
  - Bernard Quiriny, « Abel Bonnard, du symbolisme au fascisme », L'Opinion,‎ 25 janvier 2023
  - Philippe Maxence, « Un poète engagé sur la mauvaise voie », Le Figaro Magazine,‎ 3 février 2023, p. 86
  - Daniel Fortin et Henri Gibier, « Abel Bonnard, un poète égaré », Les Échos,‎ 3 février 2023, p. 54
  - Nicolas Brimo, « Le naufrage d'une intelligence », Le Canard enchaîné,‎ 8 février 2023, p. 6
  - Laurent Lemire, « L'itinéraire d'un bon Aryen », L'Obs,‎ 9 février 2023, p. 77
  - Denis Cosnard, « Abel Bonnard, plus nazi que les nazis », Le Monde des livres,‎ 10 février 2013, p. 2
  - « Vient de paraître : Abel Bonnard, plume de la Collaboration par Benjamin Azoulay », Bulletin quotidien,‎ 12 janvier 2023